# Пефтиев, Владимир Павлович
Владимир Павлович Пефтиев (бел. Уладзімір Паўлавіч Пефціеў) — белорусский бизнесмен, меценат и писатель.

## Биография
Родился в городе Бердянск, Украинская ССР.
Согласно заявлению Пефтиева, он с 2011 года не проживает в Беларуси и с 2017 года не посещал Беларусь.

## Предпринимательская деятельность
Был совладельцем ЗАО «Белтехэкспорт», белорусского экспортера оружия и военной техники. В 2012 году продал свою долю в «Белтехэкспорт» и «полностью прекратил свое участие в деятельности указанной группы компаний».
Также являлся совладельцем «Спорт-пари», оператора интерактивных игр. Другим совладельцем «Спорт-пари» (через одну из его компаний) выступал Максим Мирный, белорусский теннисист и олимпийский чемпион.
Был миноритарным акционером мобильного оператора «velcom». Компания в дальнейшем была продана «A1 Telekom Austria Group» и стала работать под брендом «A1».

### Офшоры
Пефтиев был упомянут в утечках данных Багамских офшоров в 2016 году: предположительно, он через посредника владел тремя компаниями на Багамских Островах. Жена Пефтиева Ольга Макарова упоминалась в утечке Панамских документов в том же году.
В 2020 году расследование, проведённое «The Times» и «Transparency Networks», показало, что семье Пефтиевых принадлежало 12 квартир в Лондоне на общую сумму около 18 миллионов фунтов стерлингов. Этот портфель был приобретён через ряд офшорных компаний. Семья Пефтиева не попала под санкции, и покупки не были нарушением санкций.

## Санкции ЕС, их аннулирование
В июне 2011 года Совет Европейского союза внёс Пефтиева и его компании «БТ Телекоммуникации», «Белтехэкспорт», «Спорт-пари» в санкционный список ЕС. В марте 2012 года санкции были расширены и на другие компании Пефтиева: «Деловая сеть», «Системы инвестиций и инноваций», «Сен-Ко», «БТ Инвест», Малиновщизненский спиртоводочный завод «Аквадив», «Белтех Холдинг», «Спецприборсервис», «Техносоюзприбор». При обосновании санкций в решении Совета от 15 октября 2012 года Пефтиев был назван лицом, связанным с президентом Беларуси Александром Лукашенко, а также его сыновьями Виктором и Дмитрием, представляющим экономические консультации Лукашенко и являющийся ключевым финансовым спонсором режима Лукашенко в рамках своих деловых интересов в принадлежащих ему компаниях. По информации правозащитников, даже после введения санкций Пефтиев продолжил успешно вести бизнес в Европе, а его европейские партнёры активно пытались лоббировать отмену санкций.
12 августа 2011 года Пефтиев подал иск против Совета в Европейском суде общей юрисдикции. Команда, защищавшая Пефтиева, включала специалистов в области прав человека: профессора Йельского университета и бывшего президента Межамериканской комиссии по правам человека Майкла Райзмана, а также бывшего директора департамента международного права университета Бонна Рудольфа Дольцера. Также интересы Пефтиева представляла юридическая фирма Steptoe & Johnson. Европейский суд общей юрисдикции принял решение в пользу Пефтиева и его компаний 9 декабря 2014 года, аннулировав санкции и постановив, что Совет Европейского союза не смог доказать свои предположения касательно связи Пефтиева и Лукашенко.
В 2022 году Пефтиев попал под санкции Канады.

## Научно-техническая деятельность
Внёс вклад в исследование и развитие ряда новых технологий в различных областях, и владеет множеством патентов. В своей работе он сотрудничал с такими белорусскими учеными, как Владимир Александрович Катько и Сергей Владимирович Плетнев.

## Филантропическая деятельность

### Спорт
Активно спонсировал спортивные проекты в Беларуси. Участвовал в создании, поддерживал и управлял теннисным клубом, ответственным за тренировки молодых белорусских спортсменов, таких как Ольга Говорцова и Екатерина Деголевич. Пефтиев был главным спонсором Виктории Азаренко, олимпийской чемпионки и первой ракетки мира, когда той было 11-18 лет.
С 2009 по 2012 год возглавлял Белорусскую теннисную федерацию Максим Мирный выражал свою благодарность работе Пефтиева в качестве главы Теннисной федерации.

### Религиозное наследие
Вклад Пефтиева в сохранение наследия православного христианства бы отмечен наградами Белорусской православной церкви. Он был ведущим спонсором восстановления храма в деревне Тонеж (закончен в 2015), построенного на месте преступлений нацистов.

### История и искусство
Спонсировал и в некоторых случаях был соавтором ряда искусствоведческих и исторических публикаций, в основном в исторической серии «В поисках утраченного» белорусского историка Владимира Лиходедова, тома которой включают:
- «Тадеуш Костюшко» — об известном политическом и военном деятеле, который внёс вклад в становление европейской и американской демократии.
- «Беларусь через объектив немецкого солдата» — о периоде Первой мировой войны, когда часть современной Беларуси была оккупирована немецкими войсками.
- «Адам Мицкевич» — о великом поэте и патриоте белорусского, польского и литовского народов.
- «Александр Невский» — о православных храмах в честь почитаемого русского святого князя, возведенных на территории ряда европейских государств.
- «Государственный банк Российской империи на почтовых открытках конца XIX-начала XX века».
- «Памятники, посвященные Отечественной войне 1812 года».

Пефтиев также является соавтором тематических изданий:
- «1812: Хронология Отечественной войны на старых почтовых открытках и в графике» — в ознаменование 200-летия Русской кампании Наполеона I и Отечественной Войны 1812 года[40][41]
- «Святой Равноапостольный Князь Владимир»[42][43][44]

В 2017 году издал книгу собственных высказываний «Афоризмы комбинатора», предисловие к которой написал Энтони Клиффорд Грейлинг, британский философ, автор более 30 книг по философии и гуманизму.
В 2020 году выпустил книгу «Цитаты из ненаписанных романов и рассказов», с предисловием от британского автора Адама Робертса.
При участии Пефтиева ведется работа по увековечиванию памяти белорусских воинов, погибших на территории современной Беларуси во время восстаний XIX века, Отечественной войны 1812 года, Первой и Второй мировых войн. Были собраны тысячи уникальных материалов, фотографий, документов и писем, многие из которых были в 2012 году представлены публике на выставке в Белорусском государственном музее истории Великой Отечественной войны.